# 静岡大成中学校・高等学校
静岡大成中学校・高等学校（しずおかたいせいちゅうがっこう・こうとうがっこう）は、静岡市葵区鷹匠二丁目にある私立中学校・高等学校。学校法人 静岡精華学園が運営している。

## 沿革
- 1903年 - 静岡精華女学校開校（当時の地番：静岡市鷹匠町二丁目50番地）。廃校になった私立静岡高等女学校（1893年開校）の生徒の一部を受け入れ
- 1919年 - 静岡精華高等女学校に改称
- 1920年 - 校章制定
- 1927年 - 制服制定
- 1947年 - 学制改革により静岡精華中学校を開校
- 1948年 - 学制改革により静岡精華高等女学校を廃止し、静岡精華高等学校を開校
- 1950年 - 静岡精華学園、学校法人に改組
- 1952年 - 校歌（現・学園歌）制定
- 1962年 - 高校バスケットボール部、岡山国体で優勝
- 2004年 - 静岡大成中学校・高等学校に改称、男女共学となる。新校舎完成
- 2005年 - 新校歌制定（作詞：阿木燿子、作曲：宇崎竜童）
- 2007年 - 日本学生野球憲章第13条に違反する特待生制度の存在を日本高等学校野球連盟が公表
- 2013年 - 中学校舎完成

## 部活動
運動部
- 男子バレーボール部 高校県ベスト4、中学中部1位県大会出場
- 女子バレーボール部
- 男子バスケットボール部 中学県大会出場
- 女子バスケットボール部 中学県大会出場
- バドミントン部（高校のみ）県大会出場
- 卓球部
- 硬式野球部（高校のみ）
- 硬式テニス部（高校のみ）中部ベスト32
- トランポリン部 全国大会出場
- 男子サッカー部（高校のみ）
- 女子サッカー部（高校のみ）

文化部
- 放送部（高校のみ）全国大会出場
- 英語部（高校のみ）
- パソコン部
- 自然科学部
- 箏曲部（高校のみ）
- 吹奏楽部（高校のみ）
- 美術部（高校のみ）全国展、国際展
- 家政部（高校のみ）
- ボランティア部（高校のみ）
- ロボット研究部（高校のみ）
- 茶道部（高校のみ）

## 出身者
- 花岡菊子（女優）
- 美保純（女優、中退）
- 長谷川逸子（建築家。母校の新校舎も設計）
- 水谷拓磨（サッカー選手）